# 766 TCN
766 TCN là một năm trong lịch La Mã.